# Jakob Lutz (Mediziner)
Jakob Lutz (* 25. Januar 1903 in Herisau; † 28. Juni 1998 in Uetikon am See; heimatberechtigt in Lutzenberg) war ein Schweizer Kinder- und Jugendpsychiater.

## Leben
Jakob Lutz war ein Sohn von Jakob Lutz und Olga Hohl. Er besuchte Schulen in Herisau und Trogen. Danach studierte von 1921 bis 1927 Medizin an den Universitäten Zürich und Kiel und schloss in Zürich 1927 mit dem Staatsexamen und 1929 mit der Promotion ab. Von 1927 bis 1931 liess er sich in Zürich zum Psychiater ausbilden. 1937 wurde Lutz an der Universität Zürich habilitiert und 1949 zum Titularprofessor und 1961 zum ausserordentlichen Professor für Kinder- und Jugendpsychiatrie berufen. Ab 1970 war er Honorarprofessor.
Ab 1930 leitete Lutz die psychiatrische Kinderabteilung Stephansburg der Kantonalen Heil- und Pflegeanstalt Burghölzli bzw. ab 1947 den daraus hervorgegangenen Kinderpsychiatrischen Dienst des Kantons Zürich. Diesem stand er bis 1970 vor.
Lutz war ein Pionier der europäischen Kinder- und Jugendpsychiatrie. Er hielt zahlreiche Vorträge und verfasste bedeutsame Publikationen.

## Schriften (Auswahl)
- Über die Dauernarkosebehandlung in der Psychiatrie. In: Zeitschrift für Neurologie und Psychiatrie. Jg. 123 (1929), S. 91–122 (Dissertation, Universität Zürich, 1929).
- Über die Schizophrenie im Kindesalter. Orell Füssli, Zürich 1937 (Habilitationsschrift, Universität Zürich, 1937).
- Kinderpsychiatrie. Eine Anleitung zu Studium und Praxis für Ärzte, Erzieher, Fürsorger. Rotapfel, Zürich/Stuttgart 1961.
- Kinderpsychiatrie in der Praxis. Karger, Basel 1963.
- Psychopharmakologie im Kindesalter. Schwabe, Basel 1965.